# Kodeks Kompluteński I
Kodeks Kompluteński I (łac. Codex Complutensis I) – rękopis Wulgaty, którego przepisywanie ukończono w 927 roku. Zawiera całą Biblię Starego i Nowego Testamentu. Reprezentuje hiszpańską tradycję tekstualną.

## Opis
Zawiera apokryficzny List do Laodycejczyków następujący po Liście do Hebrajczyków, ale brak Listu do Kolosan. Zawiera apokryficzną księgę ST – 4 Ezdrasza.
Tekst Nowego Testamentu reprezentuje hiszpański typ Wulgaty, jakkolwiek w Dziejach i w Listach posiada pewną liczbę obcych wariantów. W niektórych partiach Starego Testamentu przekazuje tekst starołacińskich przekładów (Księga Rut, Księga Estery, Księga Tobiasza, Księga Judyty oraz 1 i 2 Machabejską).
Kodeks Kompluteński I zawiera tekst Pericope adulterae (J 7,53 - 8,11) oraz Comma Johanneum (frag. 1J 5,7-8).

## Historia rękopisu
Rękopis wykorzystany został przez kardynała Ximenesa (1437–1517) w wydanej przezeń Poliglocie kompluteńskiej. Rękopis badany był przez Bergera i Westcotta. Podczas wojny domowej w Hiszpanii (1936–1939) kodeks został niemal całkowicie zniszczony. Ocalały jedynie szczątki, które przechowywane są dziś w Madrycie (Facultad de Filosofía y Letras, Bibl. Centr. 31). Wykonaną wcześniej fotokopię całego rękopisu posiada benedyktyński klasztor św. Hieronima w Rzymie, dzięki czemu tekst rękopisu jest wciąż dostępny. Została ona wykonana na polecenie Piusa X na początku XX wieku w celu przygotowania Nowej Wulgaty. 
Ocalałe fragmenty rękopisu są przechowywane w bibliotece Faculdad de Filosofia y Letras w Madrycie (Bibl. Univ. Cent. 31).

## Literatura
- M. Revilla, La Biblia Polyglota de Alcalá (Madrid, 1917).